# Епархия Чильяна
Епархия Чильяна (лат. Dioecesis Chillanensis) — епархия Римско-Католической церкви c центром в городе Чильян, Чили. Епархия Чильяна входит в митрополию Консепсьона. Кафедральным собором епархии Чильяна является Собор святого Карла Борромео.

## История
В 1916 году Римский папа Бенедикт XV учредил миссию Sui iuris Чильяна, выделив её из епархии Консепсьона (сегодня — Архиепархия Консепсьона).
18 октября 1925 года Римский папа Пий XI выпустил буллу Apostolici Muneris Ratio, которой преобразовал миссию sui iuris Чильяна в епархию. В этот же день епархия Чильяна вошла в митрополию Сантьяго-де-Чили.
20 мая 1939 года епархия Чильяна вошла в митрополию Консепсьона.
10 января 1963 года епархия Чильяна передала часть своей территории для возведения новой епархии Линареса.

## Ординарии епархии
- епископ Reinaldo Muñoz Olave (1916 — 1920);
- епископ Zacarías Muñoz Henríquez (1920 — 1921);
- епископ Luis A. Venegas Henríquez (1922 — 1924);
- епископ Martín Rucker Sotomayor (1923 — 1935);
- епископ Jorge Antonio Larraín Cotapos (1937 — 1955);
- епископ Eladio Vicuña Aránguiz (1955 — 1974);
- епископ Francisco José Cox Huneeus (1974 — 1981);
- епископ Alberto Jara Franzoy (1982 — 2006);
- епископ Carlos Eduardo Pellegrín Barrera (2006 — по настоящее время).

## Источник
- Annuario Pontificio, Libreria Editrice Vaticana, Città del Vaticano, 2003, ISBN 88-209-7422-3
- Бреве Apostolici Muneris Ratio, AAS 18 (1926), стр. 201  (лат.)